# Rheocricotopus gallicus
Rheocricotopus gallicus är en tvåvingeart som beskrevs av Lehmann 1969. Rheocricotopus gallicus ingår i släktet Rheocricotopus och familjen fjädermyggor. Inga underarter finns listade i Catalogue of Life.